# عمر كان سوكولو
عمر كان سوكولو (بالتركية: Ömer Can Sokullu)‏ هو لاعب كرة قدم تركي في مركز الوسط، ولد في 14 أغسطس 1988 في بولو في تركيا. شارك مع منتخب تركيا تحت 17 سنة لكرة القدم ومنتخب تركيا تحت 19 سنة لكرة القدم. أما مع النوادي، فقد لعب مع إسطنبول باشاكشهير وكارسياكا.

## وصلات خارجية
- عمر كان سوكولو على موقع الاتحاد الأوربي (الإنجليزية)
- عمر كان سوكولو على موقع اتحاد تركيا (لاعب) (الإنجليزية)
- عمر كان سوكولو على موقع قاعدة بيانات كرة القدم.إي يو (الإنجليزية)
- عمر كان سوكولو على موقع Soccerbase.com (لاعب) (الإنجليزية)
- عمر كان سوكولو على موقع Soccerway.com (الإنجليزية)
- عمر كان سوكولو على موقع عالم كرة القدم.نت (الإنجليزية)